# Березнянський історико-краєзнавчий музей імені Г. Г. Верьовки
Березнянський історико-краєзнавчий музей імені Г. Г. Верьовки — селищний краєзнавчий музей у смт Березні Менського району на Чернігівщині, зібрання предметів, документів, фотографій тощо про видатних земляків та історію селища.   
Березнянський історико-краєзнавчий музей імені Г. Г. Верьовки міститься у ошатній одноповерховій хатині за адресою: 
вул. Свято-Покровська, 4, смт Березна (Менський район, Чернігівська область, Україна).

## Історія закладу

Дошка на прміщенні музею

Історико-краєзнавчий музей у Березні як державний музейний заклад був відкритий 1 січня 1981 року. Засновником музею був Б. С. Драпкін. 
Тривалий час заклад діяв як відділ Чернігівського історичного музею. 
Станом на 1990 рік у Березнянському історико-краєзнавчому музеї було близько 2,5 тисяч музейних експонатів.
У 1995 році до сторіччя від дня народження видатного композитора і диригента Григорія Верьовки (1895—1964), уродженця Березни музеєві було присвоєно ім'я цього видатного українського діяча культури.

## Експозиція
Березнянський історико-краєзнавчий музей імені Г. Г. Верьовки має 3 відділи: 
- меморіальний відділ Г. Г. Верьовки — у меморіальному відділі зібрані матеріали про життя та діяльність видатного композитора Г. Г. Верьовки та матеріали про хор, який він створив та яким керував;
- історичний відділ — охоплює період від часу заснування селища і закінчується колективізацією;
- відділ Великої Вітчизняної війни та сучасності — тут зібрані матеріали про земляків-учасників бойових дій та про 16-ту гвардійську башкирську кавалерійську дивізію, яка звільняла Березну від німецько-фашистської окупації. В цьому ж залі розміщений стенд про сьогодення селища.

В музеї серед інших експонатів зберігаються особисті речі Г. Г. Верьовки (скрипка 1914 року, книжки з бібліотеки композитора, одяг, побутові речі, баян, подарований середній школі під час останнього приїзду до селища 1964 року) та речі радянського державного і партійного діяча І. П. Товстухи.

## Виноски
1. ↑  Березнянський музей // Чернігівщина:Енциклопедичний довідник (За ред. А.В. Кудрицького)., К.: УРЕ, 1990, стор. 59